# Кой-Таш
Кой-Таш — село в районі Аламюдун Чуйської області Киргизії . 2015 року населення становило 2357 людей.

## Населення
| год   | 2009 | 2014 | 2015 |
| ----- | ---- | ---- | ---- |
| людей | 2359 | 2390 | 2357 |